# Gare de Chaingy-Fourneaux-Plage
Gare de Chaingy-Fourneaux-Plage – przystanek kolejowy w Chaingy, w departamencie Loiret, w Regionie Centralnym, we Francji.
Jest przystankiem kolejowym Société nationale des chemins de fer français (SNCF), obsługiwanym przez pociągi TER Centre kursujące między Tours, Blois i Orleanem.

## Położenie
Znajduje się na wysokości 110 m n.p.m. na km 132,000 linii linii Paryż – Bordeaux, pomiędzy stacjami La Chapelle-Saint-Mesmin i Saint-Ay.